# Bonaventura Gargiulo
Bonaventura Gargiulo OFMCap (* 26. März 1843 in Sant’Agnello, Italien als Antonino Gargiulo; † 9. Mai 1904 ebenda) war ein römisch-katholischer Priester, Kapuziner und Bischof des Bistums San Severo.

## Leben und Wirken
Gargiulo trat 1859 in das Noviziat der Kapuziner von Sorrent ein, wo er den Ordensnamen Bonaventura annahm, der an den heiligen Bonaventura erinnert. Nachdem er 1862 die einfachen Gelübde abgelegt hatte und mit dem Studium der Theologie begonnen hatte, zog er in die römische Provinz und legte 1865 die feierliche Gelübde ab. Sein Studium beendete er im Kloster von Tivoli. Am 17. März 1866 empfing Gargiulo in Frascati die Priesterweihe. 1867 reiste er zusammen mit anderen Brüdern nach England ins Kloster von Chester, wo er bis 1870 als Missionar wirkte. Nach seiner Rückkehr in die römische Provinz wurde er Kaplan im Ordenskrankenhaus von Sant’Agnello und Provinzdefinitor.
Ab 1877 intensivierte Gargiulo sein publizistisches Wirken, dem er bereits 1864 als Theologiestudent in katholischen Zeitschriften nachkam. Neben Heiligenviten der benediktinischen Äbte Agnellus von Neapel und Antoninus von Sorrent galt sein besonders Augenmerk der Geschichte und Tätigkeit des Franziskanerordens. Als Herausgeber der weit verbreiteten Zeitschrift L’Eco di San Francesco d’Assisi wurde Gargiulo mit den politischen Spannungen des Risorgimento zwischen dem Königreich Italien und Vatikanstadt konfrontiert. Von 1878 bis 1896 leitete Gargiulo in Sant’Agnello die ordenseigene Druckerei und weitere franziskanische Zeitschriften.
Am 18. März 1895 erfolgte durch Papst Leo XIII. die Ernennung Gargiulos zum Bischof des Bistums San Severo. Die Bischofsweihe empfing er am 24. März 1895 durch den Bischof von Albano, Lucido Maria Parocchi; Mitkonsekratoren waren Luigi Maria Canestrari und Angelo Rossi. Nachdem der Ausfertigung die königliche Zulassung vom 15. März 1896, ergriff Gargiulo am 26. April 1896 feierlich Besitz von seiner Diözese.
Während seines Episkopats verfasste Gargiulo viele Hirtenbriefe und befasste sich mit kirchlichen Studien. Neben der Förderung des Priesterseminars und der Einrichtung einer katechetischen Schule für Kinder, gründete er die Philosophische Akademie der Piccoli di s. Tommaso d’Aquino. Am 13. Februar 1900 ernannte Leo XIII. ihn in Anerkennung seiner Verdienste zum Päpstlichen Thronassistenten. Trotz seiner fortschreitenden Blindheit publizierte Gargiulo in den letzten Jahren verstärkt Monographien zur Mariologie. Er starb am 9. Mai 1904 im Kloster von Sant’Agnello, wo er seinen Ruhestand verbrachte.